# Bălușești (Icușești), Neamț
Bălușești este un sat în comuna Icușești din județul Neamț, Moldova, România.
Numele satului provine probabil de la numele unui boier Baloș sau Baluș, sub formele de Bălăușeni și Bălăușăști satul fiind întâlnit în documente istorice din secolele XVI, XVIII și XIX. Satul a mai purtat numele și de Poiana.
Este alcătuit din două confesiuni creștine care datează din secolul al XVI-lea. Parohia catolică a fost înființată în 1953 prin desprindere de parohia Prăjești. Mai înainte a ținut și de Tămășeni. O notă de pe un Liturghier aflat în arhiva parohiei satului arată că partea catolică s-a format în anul 1854 pe moșia scriitorului și consulului protestant Wilhelm von Kotzebue de către 35 familii catolice din Săbăoani și 5 din Barticești, iar biserica a clădit-o același boier în 1856 dedicată sfântului Ioan Nepomuk. În anul 1914 satul avea 159 de familii cu 555 de credincioși; în anul 1920 erau 116 familii cu 445 de credincioși.
 Acest articol despre o localitate din județul Neamț este deocamdată un ciot. Puteți ajuta Wikipedia prin completarea lui.